# Eremasiomyia orientalis
Eremasiomyia orientalis är en tvåvingeart som beskrevs av Yu. G. Verves 1979. Eremasiomyia orientalis ingår i släktet Eremasiomyia och familjen köttflugor.
Artens utbredningsområde är Sri Lanka. Inga underarter finns listade i Catalogue of Life.